# 布魯克林孤兒
《布魯克林孤兒》（英語：Motherless Brooklyn）是一本由強納森·列瑟所寫的小說，於1999年首次出版。故事設定在布魯克林，主角是一名患有妥瑞症的偵探Lionel Essrog。

## 改編電影
電影版由愛德華·諾頓監製和執導，於2018年2月開始製作。主演是愛德華·諾頓、威廉·達福、布斯·韋利士、古古·瑪芭塔-勞和艾力·寶雲。

## 外部連結
- Motherless Brooklyn by Jonathan Lethem, reviewed by Ted Gioia (Postmodern Mystery) （页面存档备份，存于）